# أولاد غانم
'أولاد غانم' هي جماعة قروية تابعة لإقليم الجديدة تأسست عام 1959 .تضم حوالي 22.342 نسمة حسب الإحصاء العام للسكان والسكنى سنة 2004 والمفروض الآن أنها تزيد عن 33.000 نسمة وتبعد ب 54 كلم عن مدينة الجديدة ; وتبعد أيضا ب 25 كلم من مدينة الوليدية. تزخر المنطقة بموارد حيوانية نباتية ومائية تميزها جملة من الأنشطة الفلاحية المتنوعة، مثل الخضر، البواكر، الحوامض، الحبوب والمواشي تجعل من المنطقة منطقة فلاحية بامتياز. ولا ننسى توفرها على أكبر حوض لتصنيع الملح.
إضافة إلى تلك الأنشطة الفلاحية السالفة ذكرها تتميز قرية أولاد غانم على المستوى السياحي بشاطئ جميل وجذاب نظرا لجودة رماله ومياهه والذي يجعل المنطقة وجهة سياحية لاستقبال المصطافين صيف كل عام. إضافة إلى تواجد الكثير من الصخور والاجراف العملاقة التي تجذب الصيادين إلى ممارسة هوايتهم المفضلة.
وفي حال ولوج الزائر إلى المنطقة يشد انتباهه للوهلة الأولى جمال الطبيعة الخلابة على واجهة البحر، حيث انها منطقة دائمة الخضرة، تتميز بمناخها المعتدل طوال السنة وهي من أهم البلدات الموجودة على الساحل الغربي للمغرب.

## وصلات خارجية
- (بالفرنسية) إحصائيات إقليم الجديدة على موقع World Gazetter

1. ↑  المملكة المغربية, المندوبية السامية للتخطيط. population.pdf "الإحصاء العام للسكان والسكنى 2004" (PDF) (بالعربية والفرنسية). ص. 32–33. مؤرشف من الأصل (pdf) في 2015-05-01. اطلع عليه بتاريخ 2012-04-20. {{استشهاد ويب}}: تحقق من قيمة |مسار أرشيف= (مساعدة)صيانة الاستشهاد: لغة غير مدعومة (link)
2. ↑  المندوبية السامية للتخطيط (المحرر)، الإحصاء العام للسكان والسكنى لسنة 2014، QID:Q19599909
3. ↑   http://rgph2014.hcp.ma/file/166326/. {{استشهاد ويب}}: |url= بحاجة لعنوان (مساعدة) والوسيط |title= غير موجود أو فارغ (من ويكي بيانات) (مساعدة)